# Cronia
Cronia is een geslacht van weekdieren uit de klasse van de Gastropoda (slakken).

## Soorten
- Cronia amygdala (Kiener, 1835)
- Cronia aurantiaca (Hombron & Jacquinot, 1848)
- Cronia avellana (Reeve, 1846)
- Cronia avenacea (Lesson, 1842)
- Cronia tengawaica Laws, 1933 †
- Cronia tosana (Pilsbry, 1904)